# イタリアの映画
イタリア映画（イタリアえいが）の歴史は、リュミエール兄弟が映画を発見したわずか数か月後、教皇レオ13世の祝福を与える姿が数秒間カメラに収められた時に始まったといえる。

## 初期
イタリアの映画産業は1903年から1908年にかけて、3つの主な映画会社、ローマのチネス社（Cines）、トリノのアレッサンドラ・アンブロシオ社（Alessandra Ambrosio）およびとイタラ・フィルム社（Itala Film）によって形作られた。すぐに他の会社がミラノとナポリで続いた。これら初期の会社は短い時期に良質な作品を製作し、イタリアの映画作品は国内だけでなく海外にも販売されるようになる。
最初にイタリアで製作された映画作品は歴史映画であった。そのジャンルにおける初めての作品は、1905年に撮影されたフィロテオ・アルベリーニ（Filoteo Alberini）の作品『La presa di Roma, XX settembre 1870』であった。他にもネロやメッサリナ、スパルタクスや、ユリウス・カエサルや、マルクス・アントニウス、クレオパトラなどの有名な歴史上の人物を描いた映画が製作された。 1908年製作のアルトゥーロ・アンブロージオの『ポンペイ最後の日 Gli ultimi giorni di Pompei』は急速に有名になり、1913年にマリオ・カゼリーニによってリメイク（『ポンペイ最後の日 Gli ultimi giorni di Pompei』）された。 同1913年、エンリコ・グアッツォーニは広く評判となる『マルクス・アントニウスとクレオパトラ』を監督した。
女優のリダ・ボレッリ、フランチェスカ・ベルティーニ、およびピナ・メニケリは特に悲劇を専門にして、最初の「ディーヴァ （Diva）」（スター）となった。特にベルティーニは映画界で最初のスターとなり、また映画にヌードで登場した初めての女優となった。
他のジャンルの作品には、文学作品に基づく社会的なテーマを特徴としたものがあった。 1916年に舞台女優のエレオノーラ・ドゥーゼ（ガブリエーレ・ダンヌンツィオの恋人として有名）主演で、グラツィア・デレッダの本を原作とする作品『Cenere』が製作された。

## チネチッタ
一方、ファシズム体制は、大衆文化を監督する理事会を設立する。この組織はムッソリーニの承認を得て、イタリア映画界にとって重要な仕組みを作り上げていった。その一つとして、ローマの南東のエリアに、後にチネチッタと呼ばれる映画都市を建設した。この都市には映画製作に必要なものすべて – 劇場、技術的な支援、若者向けの映画学校まで – が揃っていた。今日においても、多くの映画がチネチッタで撮影されている。ヴィットーリオ・ムッソリーニの時代になっても、国が映画製作会社を設立し、才能ある映画監督・作家・俳優（政治的に対立している人物も含まれていた）の作品をプロデュースし、その結果国際的な文化交流が可能となった。チネチッタで撮影した著名な監督には、ロベルト・ロッセリーニ、フェデリコ・フェリーニ、ミケランジェロ・アントニオーニ、ルキノ・ヴィスコンティなどがいる。

## ネオレアリズモ
イタリアの映画業界は、独裁政権による影響をあまり受けなかったといえる。第二次世界大戦が近づくにつれ、他の戦時国と同じように多くのプロパガンダ映画も製作されたが、1942年、アレッサンドロ・ブラゼッティが『雲の中の散歩 Quattro passi tra le nuvole』を監督、この作品が最初のネオレアリズモ作品といわれている。
ネオレアリズモの動きは戦後すぐに活発になっていく。アンナ・マニャーニの忘れがたい演技も光る『ローマで夜だった』を含めた著名なロッセリーニの3部作は、経済的また道徳的に混乱期にあり、人々の日常生活が変化していくイタリアを描いた。また、チネチッタが難民の流入により使用できなかったため、多くの作品が、打ち捨てられた道路といった野外で撮影された。このジャンルはすぐに政治の道具にも使われるようになったが、多くの監督たちは政治と映画の間に一線を引くことに成功した。
過酷な生活と詩的な美しさを融合させた監督にヴィットリオ・デ・シーカがいる。デ・シーカは脚本家のチェーザレ・ザヴァッティーニと共に『靴みがき』（1946年）、『自転車泥棒』（1948年）、『ミラノの奇蹟』（1950年）などの作品を生み出していった。彼の作品『ウンベルトD』（1952年）は、小さな犬を連れた一人の年老いた男性が、家賃の高騰により立ち退きを要求され、自分のプライドを曲げて生活のために乞食になるという状況に直面するというストーリーである。しかしこの作品は政府からの反発を招き、反国家的感情を煽るとされ、興行的には失敗となってしまい、以後、イタリアでもテレビで数回しか放映されていない。

## ピンク・ネオリアリズモとコメディ
デ・シーカの『ウンベルトD』が、最もよくネオリアリズモの本質をあらわしている作品だといわれている。そのためか、また他の理由からか、ネオリアリズモの動きはこの作品で終結したともいえる。続く作品達は、国の発展に伴ってか、もっと分かりやすくて軽いタッチものになっていき、そういった作品はピンク・ネオリアリズモ（ネオレアリズモ・ローザ Neorealismo rosa）と呼ばれた。そしてセレブリティとなっていく女優たちが現れていくが、その中にはソフィア・ローレン、ジーナ・ロロブリジーダ、シルヴァーナ・パンパニーニ、ルチア・ボゼー、エレオノラ・ロッシ＝ドラゴ、シルヴァーナ・マンガーノ、クラウディア・カルディナーレ、ステファニア・サンドレッリなどがいた。しかし、すぐにこのユニークなジャンルは「イタリア式コメディ Commedia all'italiana」にとって代わられ、社会的なテーマが真面目に語られるより、ユーモアを交えて描かれるようになっていった。
この時期、商業的に目立った点としてはナポリ出身のコメディアン、トト（Totò）の人気が挙げられる。彼の映画（ペッピーノ・デ・フィリッポやマリオ・カステッラーニ共演）は新写実主義な風刺が特徴であった。トトは「映画機械 film-machine」ともいえるほど毎年多くの映画に出演したが、同じような内容の作品も多かった。彼の経歴（ナポリの貧しい地域に、侯爵の家系に生まれた）、ユニークな顔、独特の物まねやジェスチャーは比類のないもので、彼はイタリアで最も愛されるコメディアンとなった。
「イタリア式コメディ」はマリオ・モニチェリが1958年に監督した『いつもの見知らぬ男たち』ではじまり、その名称自体はピエトロ・ジェルミの『イタリア式離婚狂想曲』（原題Divorzio all'Italiana）から取られたといわれている。ヴィットリオ・ガスマン、マルチェロ・マストロヤンニ、ウーゴ・トニャッツィ、クラウディア・カルディナーレ、モニカ・ヴィッティ、ニーノ・マンフレディなどはコメディ映画に出演して有名になった。

## マカロニ・ウェスタン
同じ時期、「マカロニ・ウェスタン」と呼ばれるジャンルの作品が、イタリアだけでなく全世界で人気を集めるようになる。マカロニ・ウェスタンは従来の西部劇と違い、イタリアで低予算で製作され、ユニークで鮮明な撮影技術が特徴であった。
最も有名なマカロニ・ウェスタンは、セルジオ・レオーネの作品で、レオーネはクリント・イーストウッド主演、エンニオ・モリコーネ音楽の『荒野の用心棒』、『夕陽のガンマン』、『続・夕陽のガンマン』の3部作を監督した。この3部作はレオーネが1968年に監督した『ウエスタン』と共に、このジャンルを定義するものとなった。
マカロニ・ウェスタンにはまた、伝統的な西部劇と「イタリア式コメディ」とが融合した作品も多かった。そのような作品にはテレンス・ヒル、バッド・スペンサー主演の『風来坊/花と夕日とライフルと…』（1970年）とその続編の『風来坊 II/ザ・アウトロー』（1971年）などがある。

## イタリア製ホラー
イタリア文学・映画には「ジャッロ Giallo」（通常は複数形Gialli）というジャンルがある。これはホラーや犯罪ものなどを含み、エロティシズムも加味されているジャンルである。「ジャッロ」とはイタリア語で「黄色」を意味し、ペーパーバック小説の表紙が黄色であったことからきている。
1960年代から1970年代にかけて、マリオ・バーヴァ、リカルド・フレーダ、アンソニー・M・ドーソン、ダリオ・アルジェントといったイタリア人監督が「ジャッロ」に含まれるホラーというジャンルを発達させていき、これらの作品は海外にも影響を与えるようになっていった。代表的な作品には『血ぬられた墓標』、『幽霊屋敷の蛇淫』、『歓びの毒牙』、『サスペリア』、『サスペリアPART2』などがある。
グァルティエロ・ヤコペッティの『世界残酷物語』に代表される、1960年代に流行したショッキングなモンド映画にはじまり、1970年代後半から1980年代初期にかけて、イタリア映画は暴力的なホラー映画で代表されるようになっていった。そういった作品は主にビデオ発売が目的で、ルチオ・フルチ、ジョー・ダマト、ウンベルト・レンツィ、ルッジェロ・デオダートといった監督たちの作品が有名である。

## 1980年代の危機
1970年代終わりから1980年代半ばにかけて、イタリア映画界は長い停滞期に陥った。この時期、「アート・フィルム」と呼ばれる作品は高い評価を得ていたが、イタリア映画界の中では主流から孤立した存在となっていった。
そういった作品にはフェデリコ・フェリーニの『女の都』、『そして船は行く』、『ジンジャーとフレッド』、エルマンノ・オルミの『聖なる酔っぱらいの伝説』、タヴィアーニ兄弟の『サン★ロレンツォの夜』、ミケランジェロ・アントニオーニの『ある女の存在証明』、ナンニ・モレッティの『僕のビアンカ』、『ジュリオの当惑』などがある。100%イタリア映画ではないが、ベルナルド・ベルトルッチの『ラストエンペラー』は9つのオスカーを受賞し、セルジオ・レオーネの『ワンス・アポン・ア・タイム・イン・アメリカ』も高い評価を得た。
同じ時期、「トラッシュ trash」と呼ばれるジャンルがイタリア大衆の間で人気を博していた。芸術的な価値はほとんどなかったものの、世間でタブーとされている事柄、特に性に関する事柄を取り上げたコメディはヒットした。リノ・バンフィ、ディエゴ・アバタントゥオーノ、バーバラ・ブーシェ、エドウィジュ・フェネシュといった俳優たちはこういった作品に出演して人気を集めた。

## 1990年以降
1980年代終わり以降、新しい世代の映画監督たちがイタリア映画の復興に一役買っている。 1990年、ジュゼッペ・トルナトーレの『ニュー・シネマ・パラダイス』が第63回アカデミー賞でアカデミー外国語映画賞を受賞。1998年にはロベルト・ベニーニの『ライフ・イズ・ビューティフル』が第71回アカデミー賞でアカデミー外国語映画賞、主演男優賞、第51回カンヌ国際映画祭でも審査員特別グランプリを受賞し、イタリア映画の復活は確実なものとなった。2001年にはナンニ・モレッティの『息子の部屋』が第54回カンヌ国際映画祭でパルム・ドールを受賞した。
その他の目立った作品にはロベルト・ファエンツァの『鯨の中のヨナ』（1993年）、フランチェスカ・アルキブージの『かぼちゃ大王』（1993年）、エルマンノ・オルミの『ジョヴァンニ』（2001年）、マルコ・ベロッキオの『母の微笑』（2002年）、ジャンニ・アメリオの『小さな旅人』（1992年）や『家の鍵』（2004年）、フェルザン・オズペテクの『向かいの窓』（2003）、クリスチナ・コメンチーニの『心の中の獣』などがある。